# Daniele Garozzo
Daniele Garozzo (* 4. August 1992 in Acireale) ist ein italienischer Florettfechter. Er ist Olympiasieger und wurde Welt- und Europameister.

## Erfolge
Daniele Garozzo erfocht 2015 seine ersten internationalen Erfolge. So wurde der Rechtshänder Vizeeuropameister im Einzel und mit der Mannschaft Weltmeister. Im Jahr darauf wurde er abermals Vizeeuropameister, dieses Mal jedoch mit der Mannschaft. Bei den Olympischen Spielen in Rio de Janeiro gehörte er zur italienischen Delegation. Nach mehreren Siegen bezwang er im Halbfinale Timur Safin mit 15:8 und traf im Finale auf Alexander Massialas, den er mit 15:11 besiegte. Mit der Mannschaft verpasste er einen Medaillengewinn knapp. Im Halbfinale unterlag Italien zunächst Frankreich mit 30:45 und verlor im Anschluss im Gefecht um Bronze gegen die Vereinigten Staaten mit 31:45. 2017 wurde er erneut Weltmeister mit der Mannschaft und gewann mit Bronze auch im Einzel eine Medaille. Bei der Europameisterschaft gelang ihm im Einzel erstmals der Titelgewinn, mit der Mannschaft belegte er den dritten Rang. Auch 2018 gewann er bei beiden Meisterschaften Medaillen: Er verteidigte mit der Mannschaft den Titel bei der Weltmeisterschaft, während ihm die Titelverteidigung im Einzel bei der Europameisterschaft misslang. Er erreichte erneut den Finalkampf, unterlag in diesem jedoch Alexei Tscheremissinow mit 14:15. Auch im Jahr darauf in Düsseldorf wurde er Vizeeuropameister im Einzel, während er mit der Mannschaft Bronze gewann. Bei der Weltmeisterschaft in Budapest erfocht er mit der Equipe ebenfalls Bronze. Sein nächster großer Erfolg war der Gewinn der Silbermedaille bei den Olympischen Spielen 2020 in Tokio. 2022 sicherte er sich in Antalya bei den Europameisterschaften mit der Mannschaft ebenso den Titelgewinn wie auch bei den Weltmeisterschaften in Kairo.
Garozzo erhielt 2016 für seinen Olympiasieg das Komturkreuz des Verdienstordens der Italienischen Republik. Sein Bruder Enrico Garozzo ist ebenfalls Fechter, der sich im Gegensatz zu Daniele Garozzo auf den Degen spezialisiert hat.